# Lesley Horton
Lesley Horton, född 1939 i Farnhill, North Yorkshire, död i november 2018 är en brittisk kriminalförfattare. Hon skriver procedurdeckare och problemlösarna är kommissarie John Handford och hans assistent kriminalinspektör Ali Khaled i Bradford. Horton arbetade tidigare som speciallärare.